# 방광

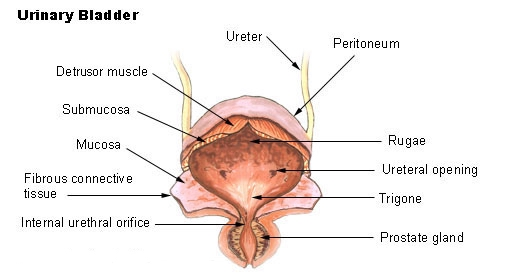
방광의 구조

방광(膀胱, 영어: urinary bladder, 문화어: 오줌깨)은 골반강의 앞쪽에 위치해 있으며, 오줌을 담아두는 주머니 모양의 기관이다. 방광의 앞쪽의 가운뎃부분 상단에는 태아기의 요막관(尿膜管)이 퇴화한 것이 붙어 있다.
또한, 방광 주위의 결합 조직 속에는 신경망과 정맥망이 잘 발달해 있고, 좌우에서 방광을 떠받치듯이 분포하고 있다. 방광저에는 좌우에서 두 개의 요관이 들어오며, 중앙에서 하나의 요도가 나간다. 방광저를 내부에서 보면 요관과 요도의 개구부가 삼각형 위치 관계로 벌어져 있기 때문에 이를 '방광 삼각'이라 한다.
방광벽도 점막·근육층·외막의 3층으로 되어 있다. 점막은 요관과 마찬가지로 이행 상피이며, 끊임없이 확장과 수축을 반복하는 구조를 갖고 있다. 근육층은 외종층과 외륜층 외에 가장 안쪽에 엷은 종근층이 있다. 내륜층은 방광저의 요도가 나가는 부분이 특히 두꺼우며 잘 발달해 있어서 이를 방광 괄약근이라 한다. 요관은 방광벽을 비스듬히 관통하고 있으며, 판은 없으나 방광이 너무 확장되면 알아서 닫혀 오줌이 역류하지 않도록 한다.

## 같이 보기
- 알파 차단제